# یواس‌اس وودبری (دی‌دی-۳۰۹)
یواس‌اس وودبری (دی‌دی-۳۰۹) (به انگلیسی: USS Woodbury (DD-309)) یک کشتی بود که طول آن ۳۱۴ فوت ۴ ۱⁄۲ اینچ (۹۵٫۸۲ متر) بود. این کشتی در سال ۱۹۱۹ ساخته شد.